# Giangirolamo II Acquaviva d'Aragon
Pour les articles homonymes, voir Acquaviva d'Aragon.
Giangirolamo II Acquaviva d'Aragon, né v. 1600 et mort en Catalogne le 26 juin 1665, 20e comte de Conversano, 3e duc de Noci, 12e Comte de San Flaviano, 7e duc de Nardò et comte de  Castellana Grotte (en 1623) était un militaire et un homme politique italien du XVIIe siècle.

## Biographie
Gianirolamo succéda à son père en 1626.
À l'été 1647, il fut envoyé par le roi de Naples pour dompter la révolte de Nardò et de Lecce, consécutive à la révolte de Masaniello à Naples du 7 juillet 1647.
Après une médiation par l'évêque Pappacoda de Lecce, il envahit du 3 au 6 août 1647 les campagnes de Nardò avec 4000 hommes armés et fit arrêter et juger les chefs de la révolte. Il en profita pour éliminer quelques adversaires parmi lesquels l'archiprêtre Filippo Nuccio et 4 abbés, tous décapités le 20 août 1647.
Il fut surnommé le Guercio des Pouilles par les siens de par sa tendance à semer la discorde, mais son nom est aussi associé à la culture, car il fut le mécène des écrivains et des peintres. Parmi eux, Paolo Domenico Finoglia, peintre de l'école napolitaine, qui peignit dix toiles consacrées à la Jérusalem Libérée à sa demande. Ces toiles sont conservées à la pinacothèque communale.
Cet homme riche, noble et intelligent avait déjà compris, en cette première moitié du XVIe siècle, que l'art pouvait être un moyen de communication efficace pour transmettre des messages (subliminaux) à ceux qui en bénéficiaient, entre autres les commissions religieuses à qui il imposait son jugement et sa volonté.
Il exerça plusieurs fois le ius primae noctis, à savoir que pour qu'il ne s'oppose pas à un mariage, la jeune mariée devait passer la première nuit de noces avec le comte. Ainsi, le premier fils qui naissait était probablement fils du comte et non du mari. Cette légende a survécu et c'est pourquoi les conversanesi se disent les fils du comte.
Il resta aux affaires jusqu'en 1655, année où il fut emprisonné par les dirigeants espagnols de Naples jusqu'à sa mort. Son épouse assura la régence et la ville devint le centre de la Renaissance.

## Généalogie
Giangirolamo II Acquaviva d'Aragon est le fils de Giulio Antonio I Acquaviva d'Aragon et de Caterina Acquaviva d'Aragon.

### Les ducs d'Atri
Les parents de Girolamo II sont issus de deux branches de la même famille Acquaviva d'Aragon, issue des ducs d'Atri.
```
Antonio Aquaviva
(†1395), 
1
er
 duc d'
Atri
, épouse
│   
Ceccarella Cantelmo 
;
│
└─> 
Andrea Matteo I
(†1407), 
2
e
 
duc
 d'
Atri
, épouse
     │  
Caterina Tomacelli
, fille de 
Giovannello Tomacelli
, marquis d'
Ancône
 ;
     │
     ├─> 
Antonio
, 
3
e
 
duc
 d'
Atri
, épouse
     │       
Maria Orsini del Balzo
, fille de 
Raimondello Orsini
, prince de 
Tarente
 ;
     │
     └─> 
Pierbonifacio
(†1418), 
4
e
 
duc
 d'
Atri
, épouse
     │       
Caterina Riccardi 
;
     │   │
     │   └─>
Andrea Matteo II
(†1443), 
5
e
 
duc
 d'
Atri
, épouse
     │       
Isotta Sforza
, fille de 
Francesco I
, duc de 
Milan
;
     │
     └─> 
Giosia
(†1462), 
6
e
 
duc
 d'
Atri
, épouse en 
3
e
 
noces
         │       
Antonella Migliorati di Fermo
;
         │
         └─>
Giulio Antonio
(1430-1481), 
7
e
 
duc
 d'
Atri
, épouse en 
2
e
 
noces
             │       
Caterina Orsini del Balzo
;
             │
             ├─>
Giovanni Antonio
(1457-1479), marquis de 
Bitonto
;
             │
             ├─>
Andrea Matteo III
(1458-1529), 
8
e
 
duc
 d'
Atri
, épouse
             │   │ 
Isabella Todeschini Piccolomini
, fille de 
Antonio
, 
1
re
 du d'
Amalfi
;
             │   │
             │   ├─> ...
             │   │
             │   └─>
Giannantonio Donato
(1490-1554), 
9
e
 
duc
 d'
Atri
, épouse
             │       
Isabella Spinelli
(°1500), fille de 
Giambattista
, comte de 
Cariati
 ;
             │       │
             │       └─>
Giangirolamo I
(1521-1592), 
10
e
 
duc
 d'
Atri
, épouse
             │           │    
Margherita Pio
(°1525), fille d'
Alberto III
, 
seigneur souverain de Carpi
 ;
             │           │
             │           ├─>
Alberto
(1545-1597), 
11
e
 
duc
 d'
Atri
, épouse
             │           │    
Beatrice de Lannoy
, fille de 
Horace
, 
prince de Sulmona
;
             │           │
             │           ├─>
Giulio
(°1546), cardinal;
             │           │
             │           ├─>
Giannantonio
(†1572), mort au combat à 
Corfou
;
             │           │
             │           └─>
Adriano
, 
18
e
 
comte
 de 
Conversano
, épouse
             │               │    
Isabella Caracciolo
;
             │               │
             │               └─>
Giulio Antonio I
(† 
1623
), 
19
e
 
comte
 de 
Conversano
 et 
2
e
 
duc
 de 
Noci
.
             │
             └─>
Belissário
, 
1
er
 duc de 
Nardò
, épouse
                 │       
Sveva Sanseverino
, fille de 
Girolamo
, prince de 
Bisignano
 ;
                 │
                 └─>
Gian Bernardino
, 
2
e
 
duc
 de 
Nardò
, épouse
                     │   
Giovanna Gaetani d'Aquila d'Aragona
, fille de 
Onorato
, duc de 
Trajeto
, comte de 
Fondi
;
                     │
                     └─>
Francesco
, 
3
e
 
duc
 de 
Nardò
, épouse
                         │   
Isabella Branai Castriota
, fille de 
Alfonso Castriota Scanderbegh
, marquis de la 
Tripalda
 ;
                         │
                         └─>
Giovanni Bernardino II
, 
4
e
 
duc
 de 
Nardò
, épouse
                             │   
Anna Loffredo 
, fille de 
Ferdinando
, 
1
er
 marquis de 
Trevico
 ;
                             │
                             └─>
Belisario II
, 
5
e
 
duc
 de 
Nardò
, épouse
                                 │   
Porzia Pepe
 ;
                                 │
                                 └─>
Caterina
(† 
1636
), , 
6
e
 
duchesse
 de 
Nardò
```

### Descendance de Girolamo II
```
Giangirolamo II Acquaviva d'Aragon
, épouse
│  comtesse 
Isabella Filomarino
 (1600-79), baronne de 
Castellabate
 et fille de 
Tommaso Filomarino
, 
1
er
 prince della Rocca d'
Aspro
.
│
└─> 
Cosimo
 (†1665), 
8
e
 
duc
 de Nardò, épouse
     │  
Caterina di Capua
 (1626-1691), fille de 
Fabrizio
, prince della 
Riccia
 et comte d'
Altavilla
;
     │
     ├─> 
Giangirolamo
 (†1680), 
9
e
 
duc
 de 
Nardò
, épouse
     │       
Aurora Sanseverino
 (1667-1727), fille de 
Carlo Maria
 
9
e
 
prince
 de 
Bisignano
;
     │
     └─> 
Giulio Antonio
 (†1691), 
10
e
 
duc
 de Nardò, duc de 
Noci
, comte de 
Castellana
, 
Conversano
 et 
San Flaviano
 épouse
          │  
Dorotea
 (†1714), fille de 
Giosia
, 
14
e
 
duc
 d'
Atri
 (1631-79);
          │
          └─>
Giulio Antonio
 (1691-1746), 
11
e
 
duc
 de Nardò, épouse
              │   
Maria Teresa Spinelli
 (1693-1768), fille de 
Carlo
, 
6
e
 
prince
 de la 
Tarsia
;
              │
              └─>
Giovanni Girolamo
 (†1777), 
12
e
 
duc
 de Nardó, épouse
                  │   
Maria Giuseppa Spinelli
 (1723-1757), fille de 
Francesco Spinelli
 
7
e
 
prince
 de 
Scalea
;
                  │
                  └─>
Giulio Antonio
 (1742-1801), 
13
e
 
duc
 de Nardó, épouse
                      │   
Teresa Spinelli
 (1759-1834), fille d' 
Antonio II Spinelli
, 
8
e
 
prince
 de 
Scalea
;
                      │
                      ├─>
Carlo

                      │
                      └─>
Giangirolamo
 (1786-1848), 
23
e
 
duc
 d'
Atri
, épouse
                          │   
Maria Giulia Colonna
 (°1783), fille d' 
Andrea
, prince de 
Stigliano
;
                          │
                          ├─>
Giulio Antonio
 (†1836)
                            
Giuseppe
(1835-(+1905) 
Maria
(1855(+1905)
Anna Maria
(1883(+1956)
                          └─>
Luigi
, 
24
e
 
duc
 d'
Atri
 (1812-1898), épouse
                              │   
Giulia Milazzi di Casalaspro
 (1828-1863)
                              │
                              ├─>
Giulio Antonio
, duc de 
Casalaspro
 et 
Pietragalla
 épouse
                              │    
Rosa Labonia
 (°1849)
                              │
                              ├─>
Francesco
, 
16
e
 
duc
 de 
Nardò
 (1851-1894), épouse
                              │  │ 
Maria Zunica
, 
10
e
 
princesse
 de 
Cassano
 et 
8
e
 
duchesse
 d'
Alessano

                              │  │
                              │  └─>
Giulia
(1887-1972), 
25
e
 
duchesse
 d'
Atri
, 
17
e
 
duchesse
 de 
Nardò
, 
41
e
 
comtesse
 de 
Conversano

                              │
                              ├─>
Girolamo
, duc de 
Casalaspro
 (1852-1911), épouse
                              │    
Giulia Lefèvre
 (°1862)
                              │
                              └─>
Alberto
, 
11
e
 
duc
 de 
Noci
 (1856-1925), épouse
                                   
Maria Clementina
, comtesse 
Mocenigo
 (†1908)
```